# Frontera entre Etiòpia i Kenya
La frontera entre Etiòpia i Kenya és una línia terrestre que separa Kenya de l'Etiòpia. És una zona caracteritzada per l'extrema pobresa i la violència interètnica.

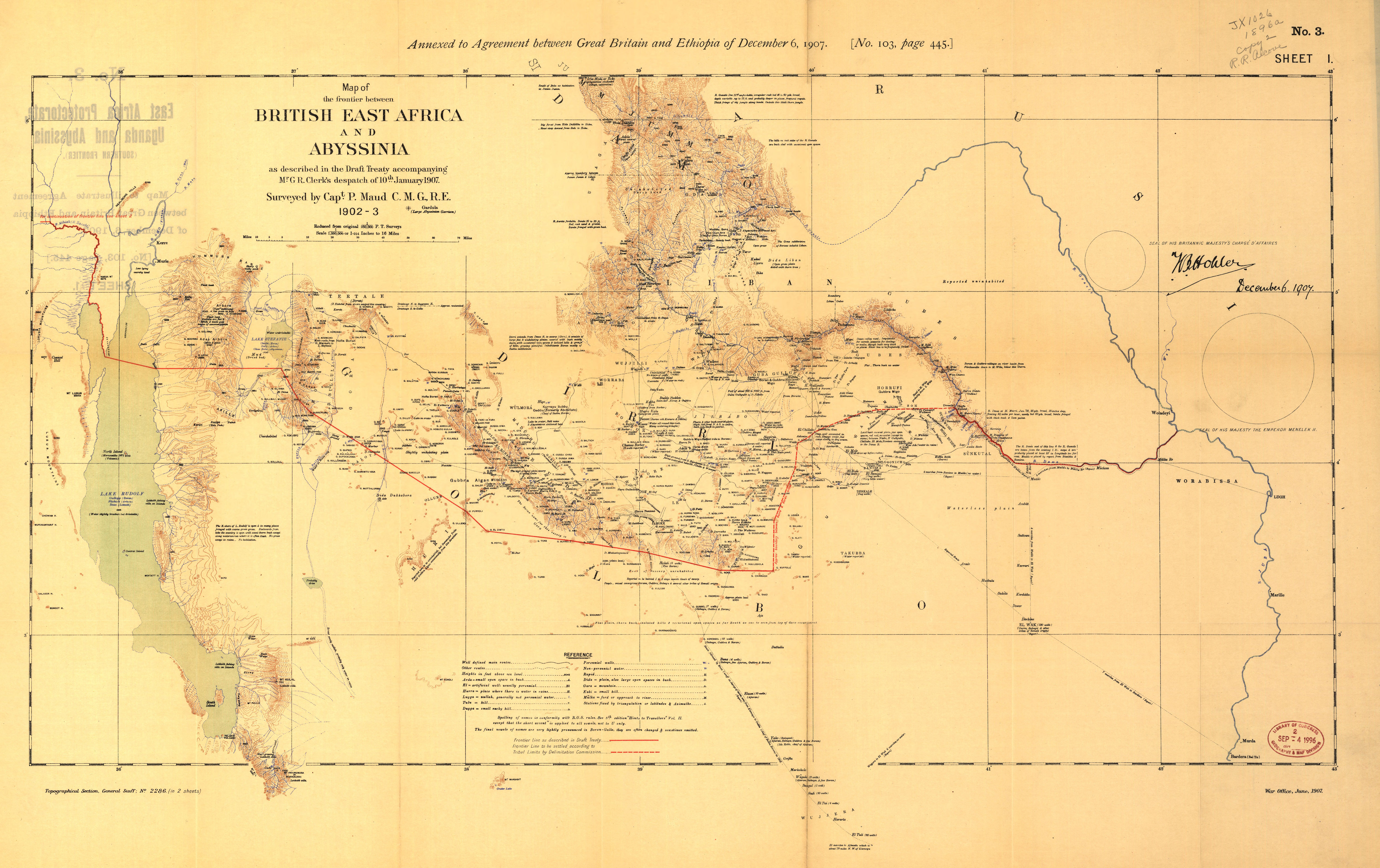
Traçat de la frontera entre Etiòpia i l'Àfrica Oriental Britànica (1902-1903)

## Traçat
Té una longitud de 861 kilòmetres i segueix un traçat orientat globalment oest-est. Comença a l'oest al trifini entre Etiòpia, Kenya i Sudan del Sud (posició disputada a causa de les reclamacions de Kenya i del sud de Sudan sobre el triangle d'Ilemi) junt a Todenyang (Kenya) junt a l'extrem nord-oest del llac Turkana, travessa el llac al nord del desert de Chalbi i segueix per segments rectes travessant el mont Furroli (2004 m). Al seu est és de forma més irregular. Travessa la ciutat dividida de Moyale i acaba entre les ciutats de Mandera (Kenya) i Beled Haawo (Somàlia), al trifini entre Etiòpia, Kenya i Somàlia (3° 59′ 00″ N, 41° 54′ 00″ E / 3.983333°N,41.9°E).

## Història
El primer acord anglo-etíop sobre la frontera de l'Imperi d'Etiòpia i l'Àfrica Oriental Britànica fou signat el 6 de desembre de 1907. En desembre de 2015 van signar un acord fronterer definitiu.